# Arda Kardschali
Der PFK Arda Kardschali 1924 (bulgarisch ПФК Арда Кърджали 1924), kurz Arda Kardschali, ist ein bulgarischer Fußballverein aus Kardschali.

## Geschichte
Der Verein wurde am 10. August 1924 gegründet. Bis zur Auflösung aufgrund finanzieller Probleme 2013 spielte die Mannschaft die meiste Zeit in den zweiten und dritten Ligen Bulgariens. 2015 wurde der Verein neugegründet und begann in der vierten nationalen Liga. Im Jahr 2016 folgte der Aufstieg in die dritte Liga und nach zwei weiteren Spielzeiten selbiger in die B Grupa. Dort erreichten sie in der ersten Saison den 3. Platz und setzten sich in den folgenden Relegationsspielen gegen Septemwri Sofia durch und stiegen auf. Seit 2019 spielt die Mannschaft in der A Grupa und konnte sich zwei Jahre später mit dem 4. Platz erstmals für einen europäischen Wettbewerb qualifizieren. In der 2. Qualifikationsrunde der UEFA Europa Conference League unterlag man anschließend Hapoel Be’er Scheva aus Israel mit 0:2 und 0:4.

## Europapokalbilanz
| Saison  | Wettbewerb                    | Runde                  | Gegner              | Gesamt          | Hin     | Rück          |
| ------- | ----------------------------- | ---------------------- | ------------------- | --------------- | ------- | ------------- |
| 2021/22 | UEFA Europa Conference League | 2. Qualifikationsrunde | Hapoel Be’er Scheva | 0:6             | 0:2 (H) | 0:4 (A)       |
| 2025/26 | UEFA Conference League        | 2. Qualifikationsrunde | HJK Helsinki        | 2:2 (4:3 i. E.) | 0:0 (H) | 2:2 n. V. (A) |
| 2025/26 | UEFA Conference League        | 3. Qualifikationsrunde | FK Kauno Žalgiris   | 3:0             | 1:0 (A) | 2:0 (H)       |
| 2025/26 | UEFA Conference League        | Play-offs              | Raków Częstochowa   | -:-             | -:- (A) | -:- (H)       |

Gesamtbilanz: 6 Spiele, 2 Siege, 2 Unentschieden, 2 Niederlagen, 5:8 Tore (Tordifferenz −3)